# Cerco de Jerusalém (597 a.C.)

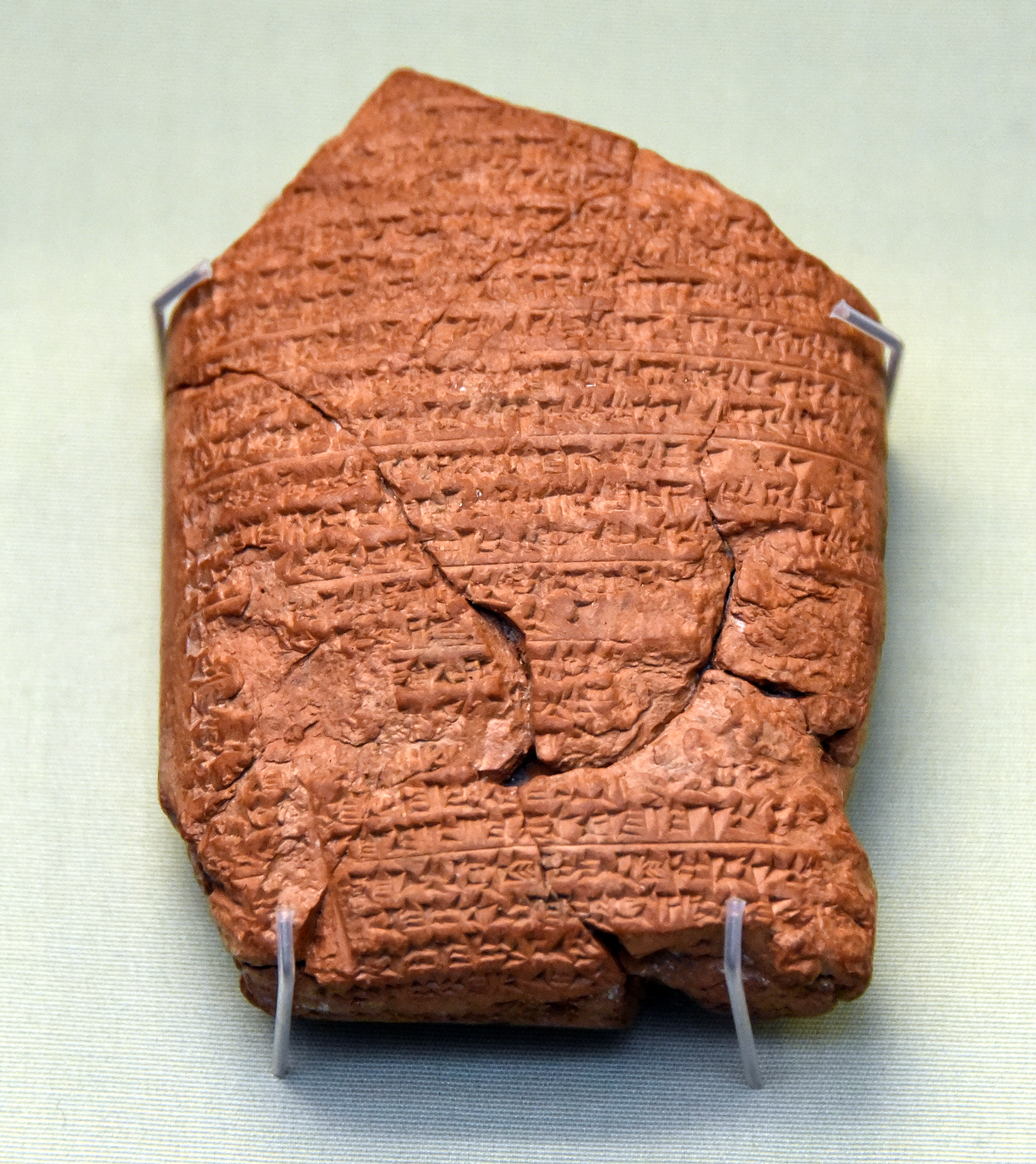
O cerco de Jerusalém de 597 a.C. é mencionado na Crônica de Nabucodonosor

O cerco de Jerusalém (597 a.C.) foi uma campanha militar realizada por Nabucodonosor II, rei do Império Neobabilônico, na qual sitiou Jerusalém, então capital do Reino de Judá. A cidade se rendeu e seu rei Jeconias foi deportado para a Babilônia e substituído por seu tio Zedequias. O cerco está registrado tanto na Bíblia hebraica (Reis 24:10–16) quanto na Crônica de Nabucodonosor.
Em 601 a.C., Nabucodonosor II tentou sem sucesso tomar o Egito e foi repelido com pesadas perdas. Joaquim — o rei de Judá — aproveitou esta oportunidade para se revoltar contra o domínio babilónico, assumindo uma posição pró-egípcia, apesar das fortes advertências do profeta Jeremias . As circunstâncias da morte de Joaquim não são claras. Ele foi sucedido por seu filho mais novo, Jeconias.
Os babilônios sitiaram Jerusalém e, em março de 597 a.C., a cidade se rendeu. Jeconias, sua corte e outros cidadãos e artesãos proeminentes foram deportados para a Babilônia. Este evento é considerado o início do cativeiro babilônico e da diáspora judaica. O tio de Jeconias, Zedequias, foi empossado como rei vassalo de Judá.
Uma década depois, Zedequias lançou outra rebelião contra os babilônios, que foi brutalmente esmagada por Nabucodonosor II. Em 587 a.C., um segundo cerco a Jerusalém culminou na destruição da cidade e do Templo de Salomão, pondo fim ao Reino de Judá.

## Datação
As crônicas babilônicas, publicadas por Donald Wiseman em 1956, estabelecem que Nabucodonosor capturou Jerusalém pela primeira vez em 16 de março de 597 a.C. Antes da publicação de Wiseman, E. R. Thiele havia determinado a partir dos textos bíblicos que a captura inicial de Jerusalém por Nabucodonosor ocorreu na primavera de 597 a.C., mas outros estudiosos, incluindo William F. Albright, dataram o evento com mais frequência em 598 a.C.

## Cerco
Para evitar a destruição de Jerusalém, o rei Joaquim de Judá, em seu terceiro ano, mudou sua lealdade do Egito para a Babilônia. Ele pagou tributo do tesouro de Jerusalém e Nabucodonosor tomou alguns artefatos do templo e alguns membros da família real e da nobreza como reféns. Em 601 a.C., durante o quarto ano de seu reinado, Nabucodonosor tentou, sem sucesso, invadir o Egito e foi repelido com pesadas perdas. O fracasso levou a numerosas rebeliões entre os estados do Levante que deviam lealdade à Babilônia, incluindo Judá, onde o rei Jeoaquim deixou de pagar tributo a Nabucodonosor e assumiu uma posição pró-egípcia.
Nabucodonosor logo lidou com essas rebeliões. De acordo com a Crônica de Nabucodonosor, ele sitiou Jerusalém, que acabou caindo em 597 a.C. A Crônica afirma:
No sétimo ano [de Nabucodonosor, 598 a.C.], no mês de Quisleu [novembro/dezembro], o rei da Babilônia reuniu seu exército e, depois de invadir a terra de Hati (Síria/Palestina), sitiou a cidade de Judá. No segundo dia do mês de Adar [16 de março], ele conquistou a cidade e fez o rei [Jeconias] prisioneiro. Ele instalou em seu lugar um rei [Zedequias] de sua própria escolha e, depois de receber um rico tributo, enviou-o para a Babilônia.
Acredita-se que Joaquim morreu durante o cerco, possivelmente em 10 de dezembro de 598 a.C., ou durante os meses de Kislev, ou Tevet. Nabucodonosor saqueou a cidade e seu Templo e o novo rei Jeconias, que tinha 8 ou 18 anos de idade, e sua corte e outros cidadãos e artesãos proeminentes, foram deportados para a Babilônia. A deportação ocorreu antes de Nisan de 597 a.C., e as datas no Livro de Ezequiel são contadas a partir desse evento.
Nabucodonosor instalou o tio de Jeconias, Zedequias, como rei fantoche de Judá, e Jeconias foi obrigado a permanecer na Babilônia  O início do reinado de Zedequias foi datado de várias maneiras, algumas semanas antes, ou depois do início de Nisan de 597 a.C.
O Livro dos Reis (escrito nos séculos VII e VI a.C.) registra que 10 mil pessoas foram exiladas durante esse período, acrescentando também 7 mil artesãos e 1 mil "ferreiros", elevando o total para 18 mil pessoas. Comparativamente, o Livro de Jeremias menciona 3.023 pessoas levadas ao cativeiro. Alguns estudiosos questionam se esse número inclui apenas homens. Se isto for verdade, talvez entre 15 mil e 30 mil judeus tenham sido exilados.